# Gesneria cuneifolia
Gesneria cuneifolia är en tvåhjärtbladig växtart som först beskrevs av Dc., och fick sitt nu gällande namn av Karl Fritsch. Gesneria cuneifolia ingår i släktet Gesneria och familjen Gesneriaceae. Inga underarter finns listade i Catalogue of Life.